# Кршко
Кршко (словен. Krško, нем. Gurkfeld) — город и община на юго-востоке Словении. Является частью исторической области Нижняя Крайна. Расположен на реке Сава, притоке Дуная. Население общины составляет 27 586 человек; население самого города — 8270 человек.
Город известен расположенной в нём АЭС Кршко, открытой в сентябре 1981 года и производящей электроэнергию с января 1983 года. Атомная электростанция эксплуатируется как словенской стороной, так и соседней Хорватией, и покрывает примерно 20 % словенской и 15 % хорватской потребности в электроэнергии.